# Svetlana Demidenko
Pour les articles homonymes, voir Demidenko.
Svetlana Demidenko (en russe : Светлана Демиденко), mariée Semova, née le 16 février 1976 à Arzamas, est une coureuse de fond russe spécialisée en course en montagne. Elle a remporté le titre de championne du monde de course en montagne 2002 et deux titres de championne d'Europe de course en montagne en 2001 et 2002. Elle est également sept fois championne de Russie de course en montagne.

## Biographie
Elle débute l'athlétisme en 1987 à 11 ans et bat le record de Russie U18 du 5 kilomètres en 16 min 20 s en 1993. Elle devient également championne junior de Russie du semi-marathon.
Sa ville natale, Arzamas, se situe au bord de la rivière Tiocha dans l'oblast de Nijni Novgorod, une région sans montagne. Ce n'est qu'en 1999 qu'elle débute en course en montagne, lorsque son coach Vladimir Jouravlev lui suggère de participer à cette discipline. Elle termine sixième au Trophée européen de course en montagne 1999 à Bad Kleinkirchheim.
L'année suivante, elle remporte son premier titre de championne de Russie à Kislovodsk et termine quatrième du trophée européen. Elle devient championne d'Europe en 2001 et termine quatrième au Trophée mondial. En 2002, elle remporte les titres de championne d'Europe et du monde.
Ses victoires lui offrent des reconnaissances en Russie. Un appartement lui est offert et elle reçoit le titre de maître du sport de Russie au niveau international. Le 23 février 2003, le ministre des sports lui décerne le titre de maître émérite du sport de Russie.
À partir de 2003, elle se concentre sur les courses sur route et enchaînes les marathons. Elle remporte le marathon d'Istanbul en 2004.
Après être devenue mère, elle fait son retour à la compétition en 2009. et termine cinquième aux championnats de Russie de course en montagne. Elle décroche la médaille de bronze par équipes aux championnats du monde de course en montagne 2010 avec Elena Rukhliada et Elena Nagovitsyna. Elle remporte ses deux derniers titres nationaux en 2010 et 2011.

## Palmarès

### Course en montagne
| no  | féminin       | Course                                                            | Longueur | Départ            | Temps          |
| --- | ------------- | ----------------------------------------------------------------- | -------- | ----------------- | -------------- |
| 6e  | 6e            | Trophée européen de course en montagne                            | 9,4 km   | 4 juillet 1999    | 58 min 20 s    |
|     | Médaille d'or | Championnats de Russie de course en montagne - montée             | 7,1 km   | 16 avril 2000     | 37 min 34 s    |
|     | Médaille d'or | Championnats de Russie de course en montagne - montée et descente | 6,9 km   | 20 mai 2000       | 36 min 49 s    |
| 4e  | 4e            | Trophée européen de course en montagne                            | 7,1 km   | 2 juillet 2000    | 34 min 23 s    |
|     | Médaille d'or | Championnats de Russie de course en montagne - montée             | 7,5 km   | 18 mars 2001      | 39 min 57 s    |
|     | Médaille d'or | Championnats de Russie de course en montagne - montée et descente | 6,9 km   | 19 mai 2001       | 38 min 25 s    |
| 1re | Médaille d'or | Trophée européen de course en montagne                            | 9 km     | 1er juillet 2001  | 56 min 30 s    |
| 4e  | 4e            | Trophée mondial de course en montagne                             | 8,55 km  | 16 septembre 2001 | 38 min 57 s    |
|     | Médaille d'or | Course de montagne du Hochfelln                                   | 8,9 km   | 30 septembre 2001 | 49 min 29 s    |
|     | Médaille d'or | Championnats de Russie de course en montagne - montée             | 7,5 km   | 30 mars 2002      | 37 min 53 s    |
| 1re | Médaille d'or | Championnats d'Europe de course en montagne                       | 8,7 km   | 7 juillet 2002    | 39 min 59 s    |
| 1re | Médaille d'or | Trophée mondial de course en montagne                             | 9,2 km   | 15 septembre 2002 | 52 min 16 s    |
|     | Médaille d'or | Course de montagne du Hochfelln                                   | 8,9 km   | 29 septembre 2002 | 47 min 42 s    |
| 6e  | 6e            | Trophée mondial de course en montagne                             | 8,46 km  | 5 septembre 2004  | 51 min 43 s    |
| 4e  | 4e            | Championnats d'Europe de course en montagne                       | 10,06 km | 10 juillet 2005   | 1 h 11 min 3 s |
| 6e  | Médaille d'or | Championnats de Russie de course en montagne - montée             | 6,6 km   | 1er avril 2006    | 39 min 33 s    |
| 3e  | Médaille d'or | Championnats de Russie de course en montagne - montée             | 5,0 km   | 27 mars 2010      | 39 min 44 s    |
| 4e  | 4e            | Championnats du monde de course en montagne                       | 8,5 km   | 5 septembre 2010  | 51 min 2 s     |
| 4e  | Médaille d'or | Championnats de Russie de course en montagne - montée             | 3,25 km  | 2 avril 2011      | 25 min 17 s    |
| 11e | 11e           | Championnats d'Europe de course en montagne                       | 8,5 km   | 10 juillet 2011   | 50 min 58 s    |
| 17e | Médaille d'or | Championnats de Russie de course en montagne - longue distance    | 30,1 km  | 23 octobre 2011   | 2 h 16 min 5 s |

### Route
| Année | Compétition                        | Lieu                       | Place | Épreuve       | Performance     |
| ----- | ---------------------------------- | -------------------------- | ----- | ------------- | --------------- |
| 2000  | 20 km du Touquet                   | Le Touquet                 | 1re   | 20 kilomètres | 1 h 12 min 39 s |
| 2001  | Semi-marathon de Turin             | Turin                      | 2e    | Semi-marathon | 1 h 12 min 49 s |
| 2002  | Semi-marathon de Setúbal           | Setúbal                    | 3e    | Semi-marathon | 1 h 11 min 20 s |
| 2002  | Semi-marathon Marvejols-Mende      | Marvejols                  | 1re   | Semi-marathon | 1 h 22 min 49 s |
| 2002  | Semi-marathon de Turin             | Turin                      | 2e    | Semi-marathon | 1 h 12 min 14 s |
| 2002  | Marathon de Providence             | Providence                 | 4e    | Marathon      | 2 h 29 min 55 s |
| 2002  | X Miles de Guadiana                | Vila Real de Santo António | 2e    | 10 miles      | 58 min 25 s     |
| 2003  | S 25 Berlin                        | Berlin                     | 3e    | 25 kilomètres | 1 h 26 min 22 s |
| 2003  | Marathon de San Diego              | San Diego                  | 3e    | Marathon      | 2 h 30 min 34 s |
| 2003  | Championnats du monde d'athlétisme | Saint-Denis                | 38e   | Marathon      | 2 h 37 min 19 s |
| 2003  | Marathon d'Istanbul                | Istanbul                   | 2e    | Marathon      | 2 h 38 min 34 s |
| 2004  | Marathon de Londres                | Londres                    | 9e    | Marathon      | 2 h 33 min 6 s  |
| 2004  | Grandma's Marathon                 | Duluth                     | 3e    | Marathon      | 2 h 37 min 16 s |
| 2004  | Semi-marathon de Turin             | Turin                      | 4e    | Semi-marathon | 1 h 14 min 52 s |
| 2004  | Marathon d'Istanbul                | Istanbul                   | 1re   | Marathon      | 2 h 36 min 44 s |
| 2004  | Marathon de Singapour              | Singapour                  | 4e    | Marathon      | 2 h 44 min 28 s |
| 2005  | Grandma's Marathon                 | Duluth                     | 2e    | Marathon      | 2 h 32 min 44 s |
| 2006  | Marathon de Boston                 | Boston                     | 15e   | Marathon      | 2 h 39 min 53 s |
| 2009  | Marathon de Sibérie                | Omsk                       | 5e    | Marathon      | 2 h 41 min 17 s |
| 2009  | Marathon d'Istanbul                | Istanbul                   | 3e    | Marathon      | 2 h 37 min 4 s  |
| 2010  | Marathon de Düsseldorf             | Düsseldorf                 | 3e    | Marathon      | 2 h 33 min 1 s  |
| 2011  | Semi-marathon d'Austin             | Austin                     | 2e    | Marathon      | 1 h 15 min 33 s |
| 2011  | Marathon de Jacksonville           | Jacksonville               | 2e    | Marathon      | 2 h 40 min 42 s |

## Records
| Épreuve       | Performance       | Date              | Lieu                       |
| ------------- | ----------------- | ----------------- | -------------------------- |
| 10 kilomètres | 34 min 33 s       | 13 septembre 2009 | Moscou                     |
| 10 miles      | 58 min 25 s       | 20 octobre 2002   | Vila Real de Santo António |
| 20 kilomètres | 1 h 12 min 39 s   | 19 août 2000      | Le Touquet                 |
| Semi-marathon | 1 h 11 min 20 s   | 12 mai 2002       | Setúbal                    |
| 25 kilomètres | 1 h 26 min 22 s   | 4 mai 2003        | Berlin                     |
| Marathon      | 2 h 29 min 55 s 4 | 13 octobre 2002   | Providence                 |